# Агалиев, Аллаберды
Аллаберды́ Агали́ев (1914 — 28 октября 1972) — участник Великой Отечественной войны, стрелок 267-го гвардейского стрелкового полка (89-й гвардейской стрелковой дивизии, 26-го гвардейского стрелкового корпуса, 5-й ударной армии, 1-го Белорусского фронта), Герой Советского Союза (1945), гвардии ефрейтор.

## Биография
Родился в 1914 году в населенном пункте Геркез ныне Мухтумкулийского этрапа Балканского велаята Туркменистана в семье крестьянина. Туркмен. Образование начальное. Работал бригадиром хлопководческой бригады в колхозе «Вторая пятилетка» Кара-Калинского района Ашхабадской области.
В апреле 1941 года был призван в Красную армию. Участник Великой Отечественной войны с первого дня. Участвовал в оборонительных боях под Киевом, в сражении за Сталинград. Особо отличился ефрейтор Агалиев на завершающем этапе войны, в боях за освобождение Польши.
14 января 1945 в бою на магнушевском плацдарме на реке Висла гвардии ефрейтор Агалиев скрытно подполз к двухамбразурному пулемётному дзоту, связкой гранат взорвал его, уничтожил несколько гитлеровцев. Затем в числе первых переправился через реку Пилица, уничтожил расчёт вражеского пулемёта, чем способствовал успешному форсированию реки ротой и овладению селом Михалув-Гурны (юго-западнее города Варка, Польша), превращённого врагом в опорный пункт.
Указом Президиума Верховного Совета СССР от 27 февраля 1945 года за образцовое выполнение заданий командования и проявленные мужество и героизм в боях с немецко-фашистскими захватчиками гвардии ефрейтору Агалиеву Аллаберды присвоено звание Героя Советского Союза с вручением ордена Ленина и медали «Золотая Звезда» (N 5647).
После войны возвратился на родину, где жил и работал. Умер 28 октября 1972 года.

### Подвиг
Из наградного листа:

…В наступательном бою по прорыву сильно укрепленной обороны противника 14 января 1945 года Агалиев, действуя в составе передовой группы прорыва, под сильным минометно-артиллерийским и пулеметным огнём противника, скрытно подполз к вражескому дзоту, расположенному впереди второй линии траншеи, который вел беспрерывный круговой обстрел, и броском связки гранат взорвал его, ворвался в траншею противника, огнём своего автомата уничтожил 6 немецких солдат.
В дальнейших боях по форсированию реки тов. Агалиев, невзирая на яростный обстрел противником подхода к реке, в числе первых переправился на противоположный берег. Увлекая своим примером личный состав своей роты, в завязавшейся схватке на правом берегу реки он уничтожил огнём из личного оружия расчет вражеского пулемета, обстреливавшего переправу, чем в значительной степени способствовал успеху форсирования водного рубежа и дальнейшему овладению селом, превращенным противником в крупный опорный пункт.

## Награды
- Медаль «Золотая Звезда» Героя Советского Союза
- Орден Ленина
- Медали

## Память
- В городе Ашхабаде в ПТУ № 18 создан музей, посвящённый Герою.